# Jackie Coogan
John Leslie (Jackie) Coogan (Los Angeles, 26 oktober 1914 – Santa Monica, 1 maart 1984) was een Amerikaans acteur en kindster.

## Hollywood in de jaren 20

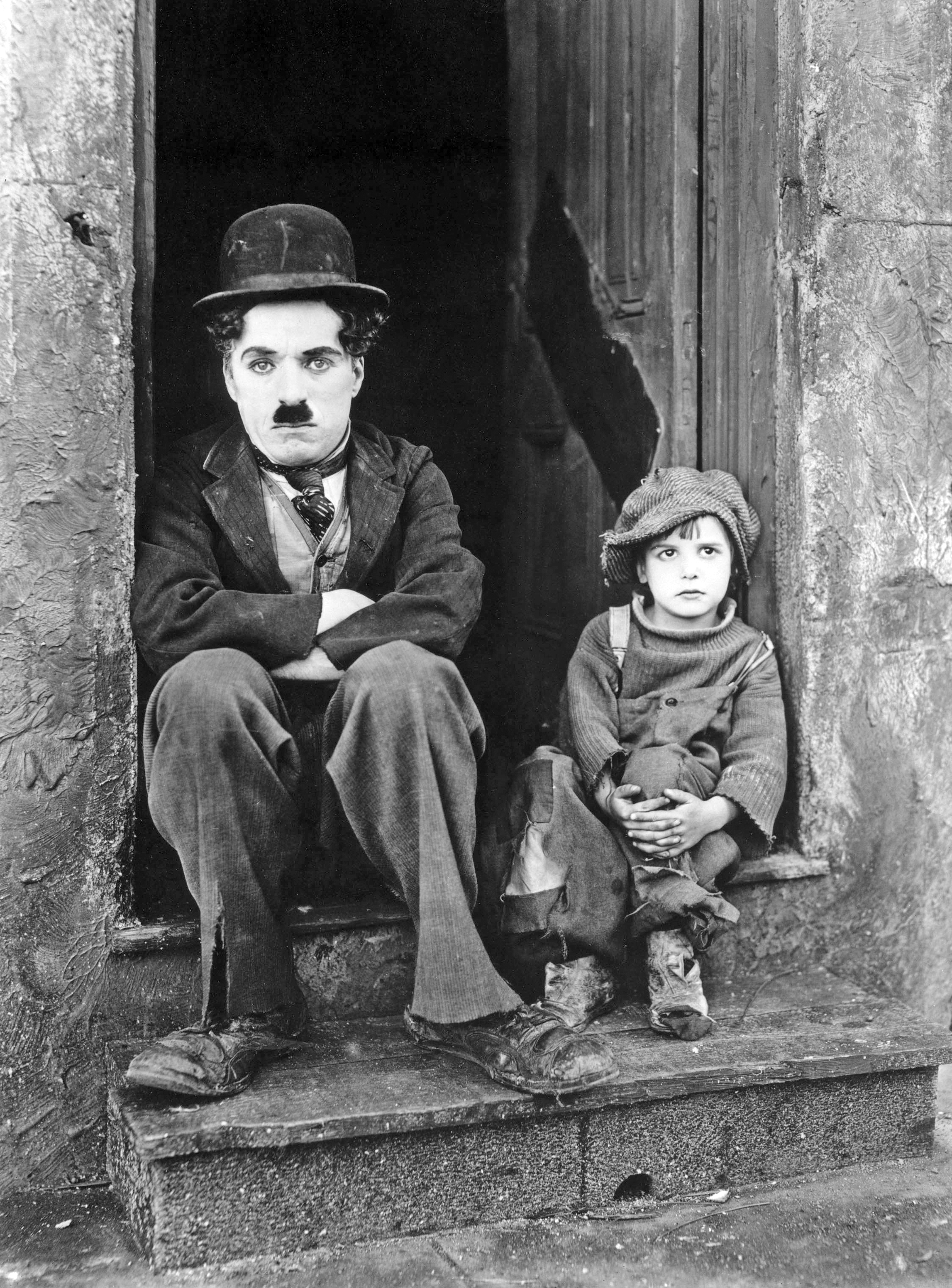
Charlie Chaplin en Jackie Coogan in The Kid

Coogan begon zijn carrière als kleuter, acterend in een vaudeville. Ook speelde hij rond deze tijd als figurant in een film.
Coogan werd al snel ontdekt door acteur Charlie Chaplin en na met hem in de film A Day's Pleasure (1919) te hebben gespeeld, kreeg hij een rol in de legendarische The Kid (1921). Hij werd meteen een bekende ster en al snel verschenen er veel producten over hem (onder andere poppen).
Zijn volgende bekende film was Oliver Twist, uitgebracht in 1922. Veel van zijn films zijn verloren gegaan of zijn onbeschikbaar, maar Turner Classic Movies heeft recentelijk The Rag Man (1925) uitgebracht. Hij werd vaak afgebeeld in films met wijde kleren en een pet. Ook stond hij bekend om zijn pagekapsel.

## Coogan Bill of Coogan Act
Coogan kreeg te maken met veel problemen door de grote bedragen geld die hij als kind verdiende. Hij klaagde zijn moeder en stiefvader in 1935 aan voor het afnemen van zijn geld. Van de 4 miljoen dollar die zij hadden, kreeg hij uiteindelijk "slechts" 126.000 dollar. Toch werd door zijn daad de California Child Actor's Bill opgericht, ook wel bekend als de Coogan Bill of Coogan Act. Hierin werd besloten dat de ouders van kindsterren minstens 15% van het verdiende geld moesten achterhouden.

## Tweede Wereldoorlog
Tijdens de Tweede Wereldoorlog ging Coogan het Amerikaanse leger in. Na de aanval op Pearl Harbor, ging hij naar de US Army Air Forces, vanwege zijn vliegtalent. Hij was de hele oorlog actief bezig, maar ging weer acteren toen de oorlog voorbij was.

## Hollywood na de oorlog
Coogan speelde na de oorlog in meerdere films, maar hij heeft nooit meer in een film gespeeld die zo bekend werd als The Kid. Hij speelde vooral gastrollen op de televisie. In de jaren 60 had hij een rol in de televisieserie The Addams Family, waarin hij het personage Fester Addams speelde. Hij deed later ook de stem van Fester Addams in de eerste Addams Family-animatieserie.
Hij acteerde tot zijn dood in 1984. Hij stierf aan een hartinfarct.

## Persoonlijk leven
Coogan is vier keer getrouwd geweest:
- van 1937 tot 1939 met Betty Grable
- van 1941 tot 1943 met Flower Parry (één zoon)
- van 1946 tot 1951 met Ann McCormack (één dochter)
- van 1952 tot 1984 met Dorothy Lamphere (één dochter)

Ook zijn kleinzoon Keith Coogan is acteur.

## Filmografie
- The Prey (1984)
- The Escape Artist (1982)
- Dr. Heckyl and Mr. Hype (1980)
- Human Experiments (1980)
- Double Take (1979)
- Won Ton Ton, the Dog Who Saved Hollywood (1976)
- The Manchu Eagle Murder Caper Mystery (1975)
- Cahill U.S. Marshal (1973)
- Marlowe (1969)
- The Shakiest Gun in the West (1968)
- Silent Treatment (1968)
- A Fine Madness (1966)
- Girl Happy (1965)
- John Goldfarb, Please Come Home! (1965)
- When the Girls Take Over (1962)
- Sex Kittens Go to College (1960)
- Escape from Terror (1960)
- The Beat Generation (1959)
- Night of the Quarter Moon (1959)
- The Big Operator (1959)
- No Place to Land (1958) (UK)
- The Space Children (1958)
- High School Confidential! (1958)
- Lonelyhearts (1958)
- Eighteen and Anxious (1957)
- The Joker Is Wild (1957)
- The Buster Keaton Story (1957)
- The Proud Ones (1956)
- Flugten til Danmark (1955)
- The Actress (1953)
- Mesa of Lost Women (1953)
- Outlaw Women (1952)
- Skipalong Rosenbloom (1951)
- French Leave (1948) (UK)
- Kilroy Was Here (1947)
- Sky Patrol (1939)
- Million Dollar Legs (1939)
- College Swing (1938) (UK)
- Love in September (1936)
- Home on the Range (1935)
- Huckleberry Finn (1931) Tom Sawyer
- Tom Sawyer (1930) Tom Sawyer
- Buttons (1927)
- The Bugle Call (1927)
- Johnny Get Your Hair Cut (1927)
- Old Clothes (1925)
- The Rag Man (1925)
- Hello, 'Frisco (1924)
- Little Robinson Crusoe (1924)
- A Boy of Flanders (1924)
- Long Live the King (1923)
- Circus Days (1923)
- Daddy (1923)
- Oliver Twist (1922)
- Trouble (1922)
- Nice and Friendly (1922)
- My Boy (1921)
- Peck's Bad Boy (1921)
- The Kid (1921)
- A Day's Pleasure (1919)
- Skinner's Baby (1917) (uncredited)